# Гнилицька волость
Гнилицька волость — адміністративно-територіальна одиниця Прилуцького повіту Полтавської губернії з центром у селі Гнилиця.
Станом на 1885 рік — складалася з 7 поселень, 11 сільських громад. Населення 8952 особи (4383 чоловічої статі та 4569 — жіночої), 1451 дворове господарство.
|                     | Площа, десятин | У тому числі орної, десятин |
| ------------------- | -------------- | --------------------------- |
| Сільських громад    | 8078           | 7051                        |
| Приватної власності | 12479          | 9509                        |
| Іншої власності     | 146            | 135                         |
| Загалом             | 20703          | 16595                       |

Основні поселення волості:
- Гнилиця — колишнє власницьке село за 25 верст від повітового міста, 1927 осіб, 316 дворів, православна церква, школа, 2 постоялих будинки, 2 лавки, базари по вівторках, 2 ярмарки на рік, 3 кузні, 43 вітряних млини, 2 маслобійних і винокурний заводи. За 7 верст — цегельний завод.
- Вейзбахівка — колишнє власницьке село, 1310 осіб, 223 двори, православна церква, постоялий будинок, лавка, кузня, 22 вітряних млини, 4 маслобійних і цегельний заводи.
- Миколаївка — колишнє власницьке село, 1684 особи, 264 двори, православна церква, постоялий будинок, лавка, кузня, 22 вітряних млини, 2 маслобійних заводи.
- Погреби — колишнє власницьке село, 1864 особи, 332 двори, православна церква, школа, 2 постоялих будинки, 5 лавок, 2 кузні, 45 вітряних млинів, 3 маслобійних заводи.
- Пологи — колишнє власницьке село, 578 осіб, 92 двори, постоялий будинок, кузня, 12 вітряних млинів, 2 маслобійних заводи.
- Середівка — колишнє власницьке село, 1228 осіб, 192 двори, постоялий будинок, 2 лавки, кузня, 30 вітряних млинів, 2 маслобійних, цегельний, винокурний і вівчарний заводи.

Поселення волості станом на 1912 рік:
- Вейсбахівка, село
- Велика Олексіївка, хутір
- Великий-Кут, хутір
- Воловиця, хутір
- Гнилиця, село
- Два Брата, хутір
- Мала Олексіївка, хутір
- Малий Кут, хутір
- Миколаївка, село
- Миколаївський Острів, хутір
- Олександрівка, хутір
- Погреби, село
- Покорщина, хутір
- Пологи, хутір
- Пологи (Заводівщина), економія
- Поселення при дер. Сердівка, хутір
- Сердівка, селище
- Тужилів, хутір
- Урочище №1 маєток Ламсдорф-Галагана
- Урочище №2 маєток Ламсдорф-Галагана
- Урочище №3 маєток Ламсдорф-Галагана
- Шиловаха, хутір